# منحنى سردي

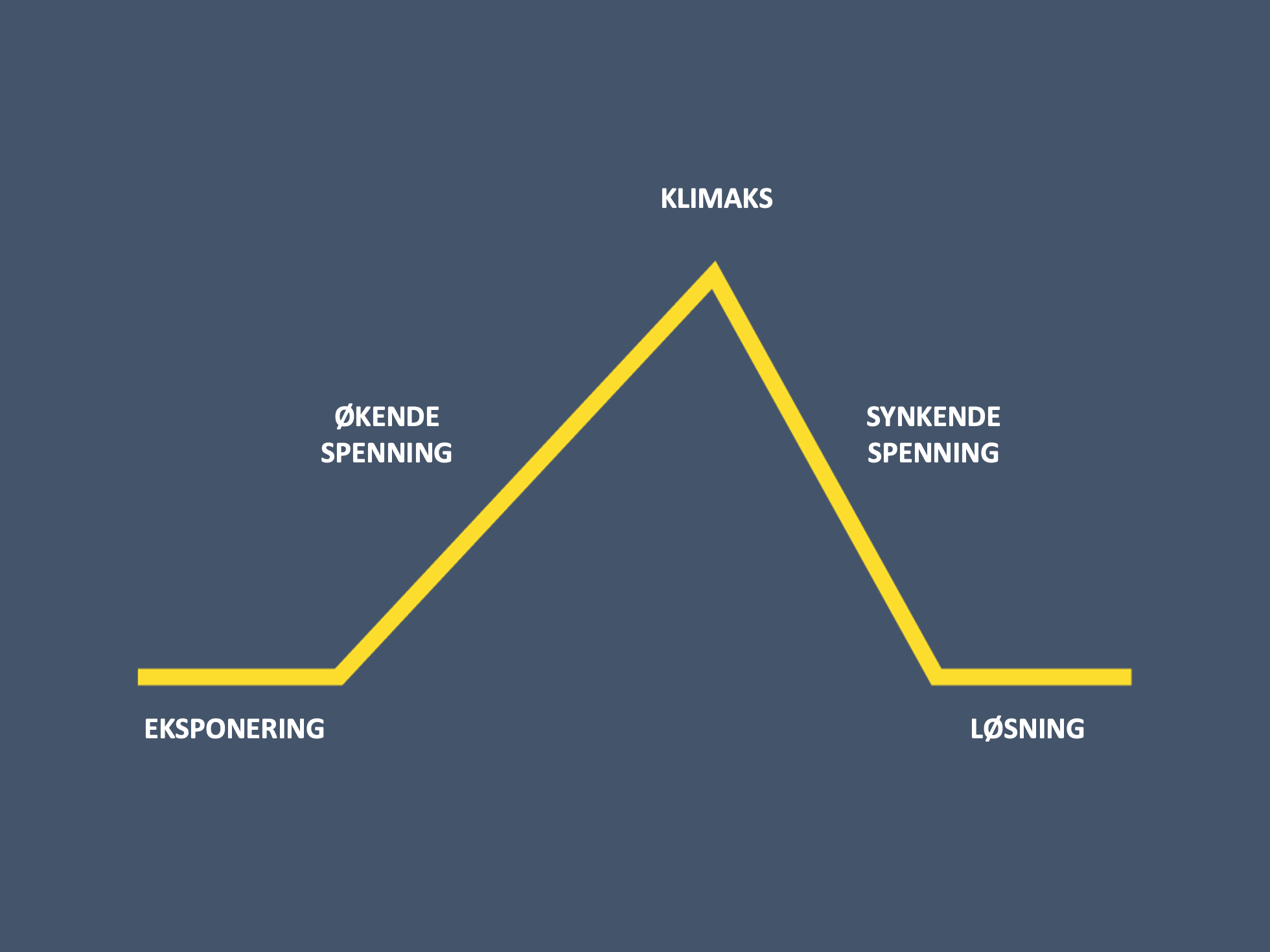
صوره مبسطه لمنحني السردي(هرم الجمعة)

المنحنى السردي أو القوس السردي (بالإنجليزية: Story arc) عبارة عن قصة ممتدة أو مستمرة في وسائط سرد القصص العرضية مثل التلفزيون والكتب المصورة والرسوم الهزلية وألعاب الطاولة وألعاب الفيديو والأفلام مع كل حلقة تتبع بناءً دراميًا. في برنامج تلفزيوني، على سبيل المثال، كانت القصة تتكشف على عدة حلقات. في التلفزيون، يعد استخدام المنحنى السردي أمرًا شائعًا في السيت كوم، بل وأكثر من ذلك في المسلسلات التليفزيونية. في أفلام هوليوود التقليدية، يتبع المنحنى السردي عادةً تنسيقًا ثلاثي الفعل. من المرجح أن تستخدم الويب كومكس المنحنيات السردية أكثر من كاريكاتير الصحف، حيث أن معظم كاريكاتير الويب لديها أرشيفات قابلة للقراءة عبر الإنترنت يمكن للوافد الجديد إلى الشريط قراءتها من أجل فهم ما يجري. على الرغم من وجود المنحنيات السردية لعقود من الزمن، فقد تمت صياغة مصطلح «المنحنى السردي» في عام 1988 فيما يتعلق بالمسلسل التلفزيوني شخص حكيم ‏، وسرعان ما تم تكييفه لاستخدامات أخرى.
تُكتب العديد من سلاسل الكتب المصوّرة الأمريكية الآن في أربع أو ست منحنيات، ضمن سلسلة مستمرة. من السهل تجميع المنحنيات السردية القصيرة كتجارة ذات غلاف ورقي لإعادة البيع، ويمكن للقارئ العادي الوصول إليها أكثر من الاستمرارية التي لا تنتهي التي كانت تتميز بها الرسوم الهزلية الأمريكية ذات يوم. ومع ذلك، فإن النتيجة الطبيعية لغياب الاستمرارية هي أنه، كما هو موضح في كاريكاتير دي سي سوبرمان في الخمسينيات من القرن الماضي، لا يحدث أي تغيير دائم في الشخصيات أو المواقف، مما يعني أنه لا يمكن حدوث أي تطور؛ وهكذا تتكرر الوقائع المنظورة بمرور الوقت في حلقة لا نهاية لها.

## البناء الدرامي والغرض
الغرض من المنحنى السردي هو نقل شخصية أو موقف من حالة إلى أخرى لإحداث التغيير. غالبًا ما يتخذ هذا التغيير أو التحول شكل سقوط تراجيدي من النعمة أو انعكاس لهذا النمط. أحد الأشكال الشائعة التي يوجد بها هذا الانعكاس هو انتقال الشخصية من حالة ضعف إلى حالة قوة. على سبيل المثال، تذهب امرأة فقيرة في مغامرات وفي النهاية تصنع ثروة لنفسها، أو رجل وحيد يقع في الحب ويتزوج.
شكل آخر من أشكال سرد القصص يقدم تغييرًا أو تحولًا في الشخصية هو «رحلة البطل»، كما هو موضح في نظرية جوزيف كامبل عن رحلة البطل في عمله، البطل بألف وجه. يُقدّم كتاب رحلة الكاتب: الهيكل الأسطوري للكتاب ‏لكريستوفر فوغلر نفس النظرية على وجه التحديد لسرد القصص الغربية.
غالبًا ما تتبع المنحنيات السردية في الدراما المعاصرة نمط إحضار الشخصية إلى نقطة منخفضة، وإزالة البُنى التي تعتمد عليها الشخصية، ثم إجبار الشخصية على إيجاد قوة جديدة بدون تلك البُنى. في المنحنى السردي، تخضع الشخصية لتطور كبير أو تغيير، والذي يبلغ ذروته في الخاتمة في الثلث الأخير أو الربع الأخير من القصة.

## في التلفزيون والراديو
توجد المنحنيات السردية على التلفزيون (وكذلك في الراديو) منذ عقود، من ما يسمى ب «العصر الذهبي للإذاعة»، تضمّن مسلسل (The Fifth Horseman)، منحنىً من أربع حلقات يتعلق بسلسلة أحداث افتراضية (تمتد تقريبًا عقدين «مستقبليين» كاملين) تحيط بمحرقة نووية وهمية)، وهي شائعة في العديد من البلدان حيث تكون الوقائع المنظورة متعددة الحلقات هي القاعدة (مثال على ذلك هو مسلسل دكتور هو في المملكة المتحدة)، بالإضافة إلى معظم مسلسلات الأنمي.
غالبًا ما كانت العديد من المسلسلات في العقود الماضية قائمة على المنحنى السردي، مثل مسلسل في ‏، وكانت تجد صعوبة في جذب مشاهدين جدد؛ كما أنها نادرًا ما تظهر في نقابة البث ‏ التقليدية (أحد الأمثلة البارزة على ذلك هي "رواية الخيال العلمي للتلفزيون بابل 5 ‏). ومع ذلك، فإن ظهور مبيعات الدي في دي بالتجزئة ومسجل فيديو رقمي للمسلسلات التليفزيونية قد عمل لصالح الإنتاجات القائمة على المنحنى السردي حيث أن تنسيق مجموعة الموسم القياسي يسمح للمشاهد بالوصول السهل إلى الحلقات ذات الصلة. أحد مجالات التلفزيون حيث ازدهرت دائمًا المنحنيات السردية، هو عالم المسلسل، وغالبًا ما يُشار إلى المسلسلات العرضية بسخرية باسم "المسلسلات التليفزيونية الطويلة" عندما تبنت المنحنيات السردية.
تجذب السلسلة المستندة إلى المنحنى السردي وتكافئ المشاهدين المتفانين، ويتابع معجبو عرض معين ويناقشون المنحنيات السردية المختلفة بشكل مستقل عن حلقات معينة. يتم أحيانًا تقسيم المنحنيات السردية إلى منحنيات فرعية، إذا اعتبرها المعجبون مهمة، مما يسهل الرجوع إلى حلقات معينة إذا كانت عناوين أوامر الإنتاج الخاصة بهم غير معروفة. الحلقات غير ذات الصلة بالمنحنيات السردية (مثل "شرير الأسبوع") يرفضها المعجبون أحيانًا باعتبارها حشوًا، ولكن قد يُشار إليها على أنها حلقات قائمة بذاتها أو قائمة بذاتها من قبل المنتجين.

### الاستخدام في المانغا والأنمي
عادة ما تكون المانغا والأنمي أمثلة جيدة للقصص المستندة إلى المنحى السردي، لدرجة أن معظم المسلسلات الأقصر من ستة وعشرين فصلاً هي عبارة عن منحى واحد يغطي جميع الفصول. وهذا يجعل الترويج صعبًا، حيث إن الحلقات التي تتم مشاهدتها بشكل منفصل غالبًا ما تربك المشاهدين ما لم تتم مشاهدتها بالاقتران مع المسلسل ككل. تحتوي السلسلة المكونة من ثلاثين فصلاً أو أكثر على منحنيات متعددة.
مسلسل نيون جينيسيس إيفانجيليون، على سبيل المثال، عبارة عن قصة منفردة تمتد إلى ستة وعشرين حلقة. وهناك رسوم أنمي أخرى أطول لها عدة منحنيات سردية، مثل بليتش وعندما تبكي حشرة الليل وون بيس وناروتو ويوغي وفايري تايل. يتكيف مسلسل الأنمي دراغون بول زد مع أربعة منحنيات مختلفة من مانغا دراغون بول، لكل منها خصمه النهائي، إلى جانب المنحنيات السردية الأصلية التي تم إنشاؤها للمسلسل التلفزيوني.